# Feriae Marti
 (août 2018).
La Feriae Marti est une fête religieuse romaine célébrée le 1er mars en l'honneur du dieu Mars (dieu de la guerre et du printemps). Elle célèbre le retour du printemps et le début des campagnes militaires et annonçait une série de fêtes durant le mois de mars mettant à l'honneur l'armée romaine. Les dames sacrifiaient des coqs et les hommes offraient en sacrifice des taureaux, des verrats (porcs non castrés), des béliers, des coqs, des vautours, des loups, des pic-verts et plus rarement des chevaux.[réf. nécessaire]
La principale manifestation publique de cette fête est la première des processions des prêtres Saliens à travers la ville. Arpentant la ville en battant leurs boucliers avec leurs épées, ils s'arrêtent à certains endroits pour pratiquer une danse rituelle élaborée au son d'une flûte et chanter l'ancien Chant des Saliens. Le soir, ils festoient à la mansio Saliorum. Ce festival dure jusqu'au 24 ou jusqu'à la fin du mois, mais les processions n'étaient peut-être effectuées que les 1er, 9 et 23 mars.